# Copt Hewick
Copt Hewick – wieś w Anglii, w hrabstwie North Yorkshire, w dystrykcie (unitary authority) North Yorkshire. Leży 33 km na północny zachód od miasta York i 306 km na północ od Londynu.